# Eriocaulon mamfeense
Espèce
Eriocaulon mamfeense Meikle est une espèce de plantes du genre Eriocaulon, de la famille des Eriocaulaceae,. Plante à fleur, du groupe des monocotylédones, elle est native du Cameroun.
C’est une herbe très courte, d’environ 4 à 8 cm de long. On la retrouve à Mamfe, d’où elle tire son nom mamfeense.